# Lémurie
Pour les articles homonymes, voir Lemuria.
Ne doit pas être confondu avec Mu (continent) ou Kumari Kandam.

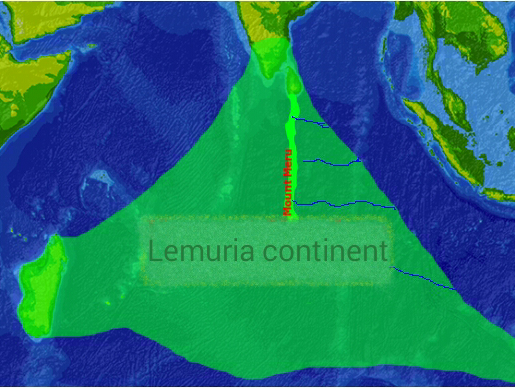
Lémurie (continent).

La Lémurie ou Lemuria est un continent hypothétique (hypothèse scientifiquement infirmée) situé dans l'océan Indien, parfois confondu avec le continent Mu situé dans le Pacifique.

## Hypothèse
Au XIXe siècle, à une époque où la dérive des continents n'était pas encore connue des géologues, le zoologiste Philip Lutley Sclater cherche à expliquer la distribution de certains mammifères, dont les lémuriens, dans des zones géographiques éloignées. Il forge alors le mot « Lémurie » pour désigner un continent hypothétique situé dans l'océan indien, qui aurait autrefois été un « pont » par delà l'océan Indien.
Alfred Russel Wallace n'accepte pas l'idée de Philip Lutley Sclater, et la combat même car il établit que l'hypothèse d'un tel continent n'a pas de raison d'être, si l'on se base sur de prétendues raisons zoologiques. Il admet cependant qu'un voisinage plus immédiat entre les Indes et l'Australie a dû certainement exister et cela à une époque si lointaine qu'elle était « certainement pré-tertiaire » et « qu'aucun nom n'a été donné à ce supposé continent ».
Le naturaliste allemand Ernst Haeckel (1834-1919) popularise cette hypothèse en 1870 : il induit de la présence de lémuriens à Madagascar et en Malaisie l'existence d'une Lémurie dans l'océan Indien. Le scientifique français Jules Hermann reprend également cette idée dans Les Révélations du Grand Océan, publié à titre posthume en 1927.
Les connaissances en géologie infirment aujourd'hui cette hypothèse.

## Récupération et propagation du mythe
Se basant sur les hypothèses émises par les chercheurs de son époque, Helena Blavatsky, fondatrice de la Société théosophique en 1875, reprend le thème d'un continent présent dans l'actuel océan indien, aujourd'hui disparu dans Isis dévoilée (1877). Elle n'en parle alors que très sommairement (le mot « Lémurie » n'y est cité qu'une seule fois). Le théosophe Alfred Percy Sinnett en traite ensuite dans son livre Le Bouddhisme ésotérique (1883). En 1888, Helena Blavatsky expose dans La Doctrine secrète l'évolution de sept races-racines sur différentes parties du globe. Elle y décrit largement la Lémurie (le mot y est cité près de cent fois) qui est supposée être le continent sur lequel s'est développée la troisième « humanité » :

« I) On propose donc de donner au premier continent, ou plutôt à la première terre ferme sur laquelle la Première Race fut évoluée par les divins Progéniteurs, le nom de : Terre Sacrée Impérissable. C'est le berceau du premier homme. (...)
II) Le continent Hyperborée. (...)
III) La Lémurie. Nous proposons d'appeler le troisième continent Lémurie. Ce nom est une invention ou une idée de M. P.L. Sclater, qui, entre 1850 et 1860, affirma, en s'appuyant sur des faits zoologiques, l'existence réelle aux époques préhistoriques d'un continent qui s'étendait, d'après lui, de Madagascar à Ceylan et Sumâtra. Il comprenait quelques parties de ce qui est, aujourd'hui, l'Afrique, mais à part cela ce gigantesque Continent, qui s'étendait depuis l'Océan Indien jusqu'à l'Australie, a aujourd'hui complètement disparu sous les eaux du Pacifique.
IV) L'Atlantide. (...)
V) L'Europe. (...) La Doctrine Secrète assigne une durée de quatre à cinq millions d'années à la période qui s'est écoulée entre les débuts de l'évolution finale de la Quatrième Race-Mère, sur les continents Lémuro-Atlantéens, une durée d'un million d'années à la Cinquième Race ou Race Aryenne, jusqu'à nos jours, et une durée d'environ 850.000 ans depuis la submersion de la dernière vaste péninsule de la grande Atlantide. »

Le théosophe William Scott-Elliot (en) en dit quelques mots en 1896 dans son livre l'Histoire de l'Atlantide puis de façon plus détaillée dans son ouvrage La Lémurie perdue. En 1904, Rudolf Steiner publie des articles sur ce sujet dans la revue théosophique allemande Lucifer-Gnosis, lesquels furent ensuite publiés dans le recueil Chronique de l'Akasha. Les ouvrages de James Churchward, publiés à partir de 1926, reprennent la Lémurie en l'amalgamant à Mu comme un seul grand continent englouti. Ces auteurs associent aussi la Lémurie au continent légendaire de Kumari Kandam.

## Dans les œuvres de fiction moderne
L'auteur de fantasy Lin Carter a repris le nom de Lémurie pour son Cycle de Thongor, qui se situe sur un continent imaginaire.
Le groupe suédois de métal symphonique Therion, connu pour s'inspirer de mythes et légendes réelles dans ses textes, a sorti un album appelé Lemuria en 2004.
L'intrigue du jeu vidéo Golden Sun tourne en partie autour d'une mystérieuse île perdue au milieu des mers, dissimulée par une brume perpétuelle et nommée Lémuria. Les protagonistes y font un bref séjour dans Golden Sun : L'Âge perdu.
Le jeu vidéo Child of Light prend place dans un monde légendaire nommé Lémuria.
Dans la BD Requiem, chevalier vampire, le continent correspondant à l'océan indien se nomme la Lémurie.
Dans la série d'animé Sous les mers, les héros, la famille d'explorateur Nekton, composée de quatre membres (le père Will, la mère Kaïko, la fille aînée Fontaine, Antheus – dit Ant – le fils benjamin) sont à la recherche, à bord de leur sous-marin ultra-perfectionné (L'Arronax) d’un endroit caché et presque inconnu au monde entier : La Lémurie, qui s'avère plus être une cité qu'un continent. Dans le dessin animé, de nombreux événements sont liés à d'anciens artefacts lémuriens (l'empire perdu lémurien semble s'être étendu dans le monde entier, avant de disparaître) : les « monumentiels », des animaux marins qui ont des proportions beaucoup plus grandes (une tortue de la taille d'une île, une méduse dont la bouche est assez grande pour avaler deux sous-marins de deux-cents mètres, et d'autres) sont des créatures « dépendantes » de la Lémurie (dans le sens où elles sont contrôlées par le sceptre du monarque).
La cage des lémuriens au zoo de Montpellier s'appelle Lémurie sur le plan.
Dans le jeu video The case of the Golden idol, la statuette d'or au centre de l'intrigue et de toutes les convoitises, provient de Lémurie, continent de la très puissante civilisation lémurienne s'étant mystérieusement effondrée.

## Archéologie
L'hypothèse de la disparition d'un continent entier dans l'océan indien ne repose sur aucun fondement géologique sérieux, et la Lémurie de Sclater constitue bien une hypothèse scientifique infirmée. Il reste tout à fait possible que la montée des océans depuis la fin du paléolithique ait recouvert de petites portions de territoires en Inde, comme le montre la découverte des ruines d'une cité presque aussi ancienne que Harappa ou Mohenjo-daro dans l'ancien estuaire du fleuve Sarasvati. Ces éléments archéologiques, parfois présentés comme des « preuves » de l'existence de la Lémurie, sont bien sûr à remettre dans leur contexte, et n'apportent a priori rien d'autre qu'une meilleure connaissance du peuplement primitif de l'Inde.

#### Essais
- Jules Hermann, Les révélations du grand océan, 1927.
- Walter Scott Elliot, La Lémurie Perdue, Éditions Adyar, Paris, 1930 ;

La Lémurie Continent perdu du Pacifique Le peuple mystérieux du Mont Shasta, Édition Rosicrucienne, 1982 ;
L'Histoire de l'Atlantide précédée de La Lémurie Perdue, Édition Alexandre Moryason, 2005.
- Georges Barbarin, La Danse sur le Volcan - Atlantide, Lemurie, Les Continents Futurs aux éditions Adyar, 1938.
- Wishar Spenle Cervé, La Lémurie : continent perdu du pacifique, Édition Rosicrucienne, 1974.

#### Fictions
- Richard S. Shaver, I remember Lemuria, Amazing Stories, 1948.
- Malcolm de Chazal, Petrusmok, 1951.
- Lin Carter, Thongor et le magicien de  Lémurie, Le Masque Fantastique, 1976.
- Patrick Gence, Songes d'Apocalypse ou la Nouvelle Lémurie, Édition la Pensée universelle, 1980. (Poésie)
- Adrien Le Bihan, Retour de Lémurie, Éditions François Bourin, Paris, 1993.
- Dianne Robbins, Aurelia Louise Jones, Telos : Révélations de la Nouvelle Lémurie, Édition Ariane, 1998.

#### Études
- Martine Mathieu, « Sur une Lemurie engloutie, les révélations du Grand Océan Indien », Modernités n°3, 1991.
- Jean-Michel Racault, « Du mythe du continent austral à la Lémurie », in J.-F. Reverzy (éd.), Un autre regard sur la dépression, t. II, Malaise dans l’océan Indien, Paris, L’Harmattan, 1995, p. 223-232.
- Sumathi Ramaswamy, Lost Land of Lemuria: Fabulous Geographies, Catastrophic Histories, University of California Press, 2005